# Gare de Trazegnies
La gare de Trazegnies est une ancienne gare ferroviaire belge de la ligne 112A, de Piéton à Roux située dans l'ancienne commune de Trazegnies, faisant maintenant partie de la commune de Courcelles, dans la province de Hainaut en Région wallonne. Elle est fermée aux voyageurs depuis 1984.

## Situation ferroviaire
La gare de Trazegnies était située au point kilométrique (PK) 4.9 de la ligne 112A, de Piéton à Roux entre les gares de Forchies-la-Marche et de Courcelles-Centre. Elle constituait également l'aboutissement (PK 8.0) de la ligne 120 de Luttre à Trazegnies et le point d'origine (0.0) de la ligne industrielle 254, vers Bascoup. La ligne 112A est parfois considérée comme une section de la ligne 121, de Lambusart à Y Wilbeauroux.

## Histoire
La Compagnie des chemins de fer des bassins houillers du Hainaut de Simon Philippart obtient la concession d'un « chemin de fer de ceinture » autour de Charleroi comprenant plusieurs connexions aux lignes existantes. Ce réseau doit permettre de desservir des communes et industries à l'écart du chemin de fer et de relier entre-elles les lignes de plusieurs compagnies privées.
La section de Piéton à Trazegnies, ne comprenant alors aucune gare intermédiaire, est livrée à l'exploitation le 1er janvier 1869,. La Société générale d'exploitation de chemins de fer, regroupant plusieurs compagnies privées et celle des Bassins Houillers, est rachetée par l’État belge en 1870. Ces derniers chargent toutefois les Bassins houillers de construire à leurs frais le reste des lignes concédées et de les livrer à l’État moyennant rétribution. Les travaux réalisés par une société de construction créée à cet effet seront toutefois fort lents, suscitant des critiques. La ligne est prolongée en direction de Courcelles-Centre le 1er janvier 1873, et de Roux le 23 mai 1875.
La faillite du groupe des Bassins Houillers en 1877 fait de l’État l’intermédiaire direct de la société de construction et les entrepreneurs terminent finalement la ligne de Piéton à Jumet et Lambusart en 1880. Entre-temps, parmi les lignes annexes, on compte une ligne, future ligne 120, est réalisée entre Luttre et Trazegnies. Cette ligne connaîtra peu de succès et sera démontée dès 1934.
Une ligne industrielle, numérotée 254 par la SNCB, a été construite[Quand ?] pour desservir une série de puits charbonniers entre les gares de Trazegnies et de Bascoup.
Depuis 1912, l'administration communale réclamait un nouveau bâtiment de gare, l'ancien comportant une salle d'attente trop petite et insalubre ainsi que des bureaux insuffisants, où les employés du chemin de fer sont « encaqués comme des sorets ». Promis par le ministre Charles de Broqueville pour 1913, ce bâtiment de gare ne sera pas réalisé avant les années 1970.
Le trafic voyageurs de la ligne 112A est supprimé le 3 juin 1984. La section Courcelles-Centre - Trazegnies - Piéton reste utilisée par les trains de marchandises jusqu'au 27 septembre 1987 avant de fermer à son tour. Les rails sont démontés en 1989.
Le bâtiment de la gare, construit dans les années 1970 à la place de celui d'origine, est réaffecté par la suite. Un RAVeL a depuis été créé sur l'ancienne ligne 112A mais s'interrompt avant la gare de Trazegnies.

## Patrimoine ferroviaire
Le bâtiment des recettes de la gare de Trazegnies est le seul de ce type autour de Charleroi ; les autres construits à cette période appartenant au plan type 1873, modèle standard pour les gares construites par diverses sociétés privées pour le compte des Chemins de fer de l'État belge. Cette différence de style peut trouver son origine dans le démantèlement de la Société générale d’exploitation.
On retrouve des bâtiments de gare semblables sur les lignes 77 et 55A (bâties par la Compagnie du chemin de fer d'Eecloo à Anvers, composante de la Société générale d'exploitation) notamment à Stekene. Des bâtiments à la disposition bien différente : un corps central identique prolongé par deux ailes hautes, ont été construits par la Compagnie du chemin de fer de Braine-le-Comte à Courtrai.
Sans doute symétrique à l'origine, le bâtiment de la gare de Trazegnies consiste en un corps de logis à étage comptant trois travées rapprochées prolongé sur sa droite en 1887 par une grande aile d'une travée (comme sur les gares du Braine-Courtrai mais avec un toit à deux versants) et une aile basse à toit plat. Sur la droite se trouve une aile basse de trois travées (deux côté voies). Les arcs, pilastres à refends, corniches, décorations et petites fenêtres éclairant les combles sont un motif commun aux bâtiments des compagnies précitées.
Dans les années 1970, la SNCB a démoli ce bâtiment en mauvais état et fait construire une gare en béton et en briques d'un seul étage au style très proche de celui de la gare de Brugelette, dû à Marius Bibert.